# Franco Pizzichillo
Franco Pizzichillo, vollständiger Name Franco Nicolás Pizzichillo Fernández, (* 3. Januar 1996 in Paysandú) ist ein uruguayischer Fußballspieler.

## Karriere

### Verein
Der 1,75 Meter große Mittelfeldakteur Pizzichillo gehört mindestens seit 2013 der Jugendabteilung des uruguayischen Erstligisten Defensor Sporting an. Anfang Oktober 2014 wurde er gemeinsam mit Facundo Ospitaleche in den Kader der Ersten Mannschaft befördert. In der Primera División kam er allerdings nicht zum Einsatz. Im August 2017 wurde er an den Zweitligisten Villa Teresa ausgeliehen. Am 2. September 2017 gab Pizzichillo bei einem 5:1-Sieg gegen Central Español sein Ligadebüt in der Segunda División.

### Nationalmannschaft
Pizzichillo nahm mit der uruguayischen U-17-Auswahl an der U-17-Südamerikameisterschaft 2013 in Argentinien teil. Mit der Mannschaft belegte er den vierten Turnierrang. Dazu trug er mit insgesamt drei Toren bei sieben Turniereinsätzen bei. Im Oktober 2013 war er Teil des uruguayischen Aufgebots bei der U-17-Weltmeisterschaft 2013 in den Vereinigten Arabischen Emiraten. Dort erreichte er mit der Mannschaft das Viertelfinale. Er kam in fünf WM-Begegnungen zum Einsatz. Dabei erzielte er ein Tor.
Pizzichillo ist mindestens seit März 2014 Mitglied der von Trainer Fabián Coito betreuten uruguayischen U-20-Nationalmannschaft. Am 15. April 2014 wurde er beim 3:0-Sieg über Chile in der 80. Spielminute für Horacio Sequeira eingewechselt. Überdies wurde er in den Länderspielen am 17. April 2014 gegen Chile, am 20. Mai 2014, am 22. Mai 2014, am 10. Juni 2014 und am 12. Juni 2014 jeweils gegen Paraguay sowie am 6. August 2014, am 22. September 2014 und am 24. September 2014 jeweils gegen Peru eingesetzt.
Er gehörte dem uruguayischen Aufgebot bei der U-20-Südamerikameisterschaft 2015 in Uruguay an.